# Rai 1
Rai 1（前稱 Rai Uno）是義大利的一個電視頻道。自1954年1月3日開始播出節目。Rai 1是RAI最早的三個電視頻道之一。2013年9月開始，Rai 3開始播出高清訊號電視節目。Rai 1是義大利收視最高的電視頻道之一。

## 外部連結
- Official Website（页面存档备份，存于） （意大利文）